# Жуль Лап'єрр
Жуль Лап'єрр (фр. Jules Lapierre) — французький лижник, призер чемпіонату світу. 
Бронзову медаль світової першості Лап'єрр виборов у складі французької естафети на чемпіонаті світу 2021 року, що проходив у німецькому Оберстдорфі.